# Olympische Sommerspiele 1956/Radsport – Tandem (Männer)
Bei den Olympischen Spielen 1956 in der australischen Metropole Melbourne wurde vom 3. bis 6. Dezember das Tandem im Radsport für Männer ausgetragen.
10 Teams (20 Sportler) aus 10 Nationen ermittelten im Melbourner Olympic Park Velodrome den Olympiasieger: Es gewann das australische Team Ian Browne/Tony Marchant vor dem tschechischen Duo Ladislav Fouček/Václav Machek und dem Team Giuseppe Ogna/Cesare Pinarello aus Italien.

## Zeitplan
| Datum   | Rennen                   | Hinweise |
| ------- | ------------------------ | --- |
| 3. Dez. | Vorläufe                 | Die Gewinner (Q) der vier Vorläufe qualifizierten sich direkt für die Viertelfinalläufe. Die sechs Zweit- und Drittplatzierten (H) qualifizierten sich für die erste Runde der Hoffnungsläufe.                   |
| 3. Dez. | Hoffnungsläufe, Runde I  | Die Gewinner (Q) der drei Hoffnungsläufe qualifizierten sich direkt für die Viertelfinalläufe. Die drei zeitschnellsten Zweit- und Drittplatzierten qualifizierten sich für die zweite Runde der Hoffnungsläufe. |
| 3. Dez. | Hoffnungsläufe, Runde II | Die beiden Erstplatzierten des Hoffnungslaufs qualifizierten sich für die Viertelfinalläufe. |
| 4. Dez. | Viertelfinalläufe        | Die Gewinner (Q) der vier Viertelfinalläufe qualifizierten sich für die Halbfinalläufe. |
| 4. Dez. | Halbfinalläufe           | Die Gewinner (Q) der zwei Halbfinalläufe qualifizierten sich für das Finale. Die Verlierer qualifizierten sich für das Rennen um Rang 3 und 4.                                                                   |
| 6. Dez. | Finale                   | |

## Vorläufe
Die Gewinner (Q) der vier Vorläufe qualifizierten sich direkt für die Viertelfinalläufe, die sechs Zweit- und Drittplatzierten (H) fuhren die erste Runde der Hoffnungsläufe. 

### Lauf 1
| Rang | Namen                         | Nation           | Zeit   | Hinweis |
| ---- | ----------------------------- | ---------------- | ------ | ------- |
| 1    | Robert Vidal André Gruchet    | Frankreich       | 11,2 s | Q       |
| 2    | Ladislav Fouček Václav Machek | Tschechoslowakei |        |         |

### Lauf 2
| Rang | Namen                             | Nation                | Zeit   | Hinweis |
| ---- | --------------------------------- | --------------------- | ------ | ------- |
| 1    | Thomas Shardelow Raymond Robinson | Südafrikanische Union | 11,2 s | Q       |
| 2    | Günther Ziegler Fritz Neuser      | Deutschland           |        |         |
| 3    | Ian Browne Tony Marchant          | Australien            |        |         |

### Lauf 3
| Rang | Namen                          | Nation         | Zeit   | Hinweis |
| ---- | ------------------------------ | -------------- | ------ | ------- |
| 1    | Giuseppe Ogna Cesare Pinarello | Italien        | 10,8 s | Q       |
| 2    | Peter Brotherton Eric Thompson | Großbritannien |        |         |

### Lauf 4
| Rang | Namen                                 | Nation             | Zeit   | Hinweis |
| ---- | ------------------------------------- | ------------------ | ------ | ------- |
| 1    | Richard Johnston Warren Johnston      | Neuseeland         | 11,3 s | Q       |
| 2    | James Rossi Donald Ferguson           | Vereinigte Staaten |        |         |
| 3    | Rostislaw Wargaschkin Wladimir Leonow | Sowjetunion        |        |         |

## Hoffnungsläufe, Runde I
Die Gewinner (Q) der drei Hoffnungsläufe qualifizierten sich direkt für die Viertelfinalläufe, die weiteren Teilnehmer fuhren die zweite Runde der Hoffnungsläufe.

### Lauf 1
| Rang | Namen                          | Nation             | Zeit   | Hinweis |
| ---- | ------------------------------ | ------------------ | ------ | ------- |
| 1    | Peter Brotherton Eric Thompson | Großbritannien     | 11,0 s | Q       |
| 2    | James Rossi Donald Ferguson    | Vereinigte Staaten |        |         |

### Lauf 2
| Rang | Namen                         | Nation           | Zeit   | Hinweis |
| ---- | ----------------------------- | ---------------- | ------ | ------- |
| 1    | Ladislav Fouček Václav Machek | Tschechoslowakei | 11,2 s | Q       |
| 2    | Ian Browne Tony Marchant      | Australien       |        |         |

### Lauf 3
| Rang | Namen                                 | Nation      | Zeit | Hinweis |
| ---- | ------------------------------------- | ----------- | ---- | ------- |
| 1    | Günther Ziegler Fritz Neuser          | Deutschland |      | DNF     |
| 2    | Rostislaw Wargaschkin Wladimir Leonow | Sowjetunion |      | DNF     |

DNF = Did not finish, englisch für „nicht ins Ziel gekommen“.
Das Foto oben rechts zeigt die beiden Tandems nach ihrem Zusammenstoß.

## Hoffnungsläufe, Runde II
Die beiden Erstplatzierten des Hoffnungslaufs qualifizierten sich für die Viertelfinalläufe. Nach dem Sturz im Hoffnungslauf trat Ziegler verletzt an, konnte jedoch nicht mehr kraftvoll treten.  

### Lauf 1
| Rang | Namen                        | Nation             | Zeit   | Hinweis |
| ---- | ---------------------------- | ------------------ | ------ | ------- |
| 1    | Ian Browne Tony Marchant     | Australien         | 11,0 s | Q       |
| 2    | James Rossi Donald Ferguson  | Vereinigte Staaten |        | Q       |
| 3    | Günther Ziegler Fritz Neuser | Deutschland        |        |         |

## Viertelfinale
Die Gewinner (Q) der vier Viertelfinalläufe qualifizierten sich für die Halbfinalläufe.

### Lauf 1
| Rang | Name                             | Nation           | Zeit   | Hinweis |
| ---- | -------------------------------- | ---------------- | ------ | ------- |
| 1    | Ladislav Fouček Václav Machek    | Tschechoslowakei | 10,8 s | Q       |
| 2    | Richard Johnston Warren Johnston | Neuseeland       |        |         |

### Lauf 2
| Rang | Name                              | Nation                | 1. Rennen | Hinweis |
| ---- | --------------------------------- | --------------------- | --------- | ------- |
| 1    | Ian Browne Tony Marchant          | Australien            | 10,8 s    | Q       |
| 2    | Thomas Shardelow Raymond Robinson | Südafrikanische Union |           |         |

### Lauf 3
| Rang | Name                           | Nation         | Zeit   | Hinweis |
| ---- | ------------------------------ | -------------- | ------ | ------- |
| 1    | Peter Brotherton Eric Thompson | Großbritannien | 11,2 s | Q       |
| 2    | Robert Vidal André Gruchet     | Frankreich     |        |         |

### Lauf 4
| Rang | Name                           | Nation             | Zeit   | Hinweis |
| ---- | ------------------------------ | ------------------ | ------ | ------- |
| 1    | Giuseppe Ogna Cesare Pinarello | Italien            | 10,8 s | Q       |
| 2    | James Rossi Donald Ferguson    | Vereinigte Staaten |        |         |

## Halbfinale
Die Gewinner (Q) der zwei Halbfinalläufe qualifizierten sich für das Finale, die Verlierer qualifizierten sich für das Rennen um Rang 3.

### Lauf 1
| Rang | Name                           | Nation           | Zeit   | Hinweis |
| ---- | ------------------------------ | ---------------- | ------ | ------- |
| 1    | Ladislav Fouček Václav Machek  | Tschechoslowakei | 11,0 s | Q       |
| 2    | Peter Brotherton Eric Thompson | Großbritannien   |        |         |

### Lauf 2
| Rang | Name                           | Nation     | Zeit   | Hinweis |
| ---- | ------------------------------ | ---------- | ------ | ------- |
| 1    | Ian Browne Tony Marchant       | Australien | 10,8 s | Q       |
| 2    | Giuseppe Ogna Cesare Pinarello | Italien    |        |         |

## Finalrunde

### Rennen um Rang 3
| Rang | Name                           | Nation         | Zeit   |
| ---- | ------------------------------ | -------------- | ------ |
| 3    | Giuseppe Ogna Cesare Pinarello | Italien        | 10,8 s |
| 4    | Peter Brotherton Eric Thompson | Großbritannien |        |

### Finale
| Rang | Name                          | Nation           | Zeit   |
| ---- | ----------------------------- | ---------------- | ------ |
| 1    | Ian Browne Tony Marchant      | Australien       | 10,8 s |
| 2    | Ladislav Fouček Václav Machek | Tschechoslowakei |        |